# Neoerastria
Neoerastria é um gênero de traça pertencente à família Arctiidae.